# Fotografía de espectro completo

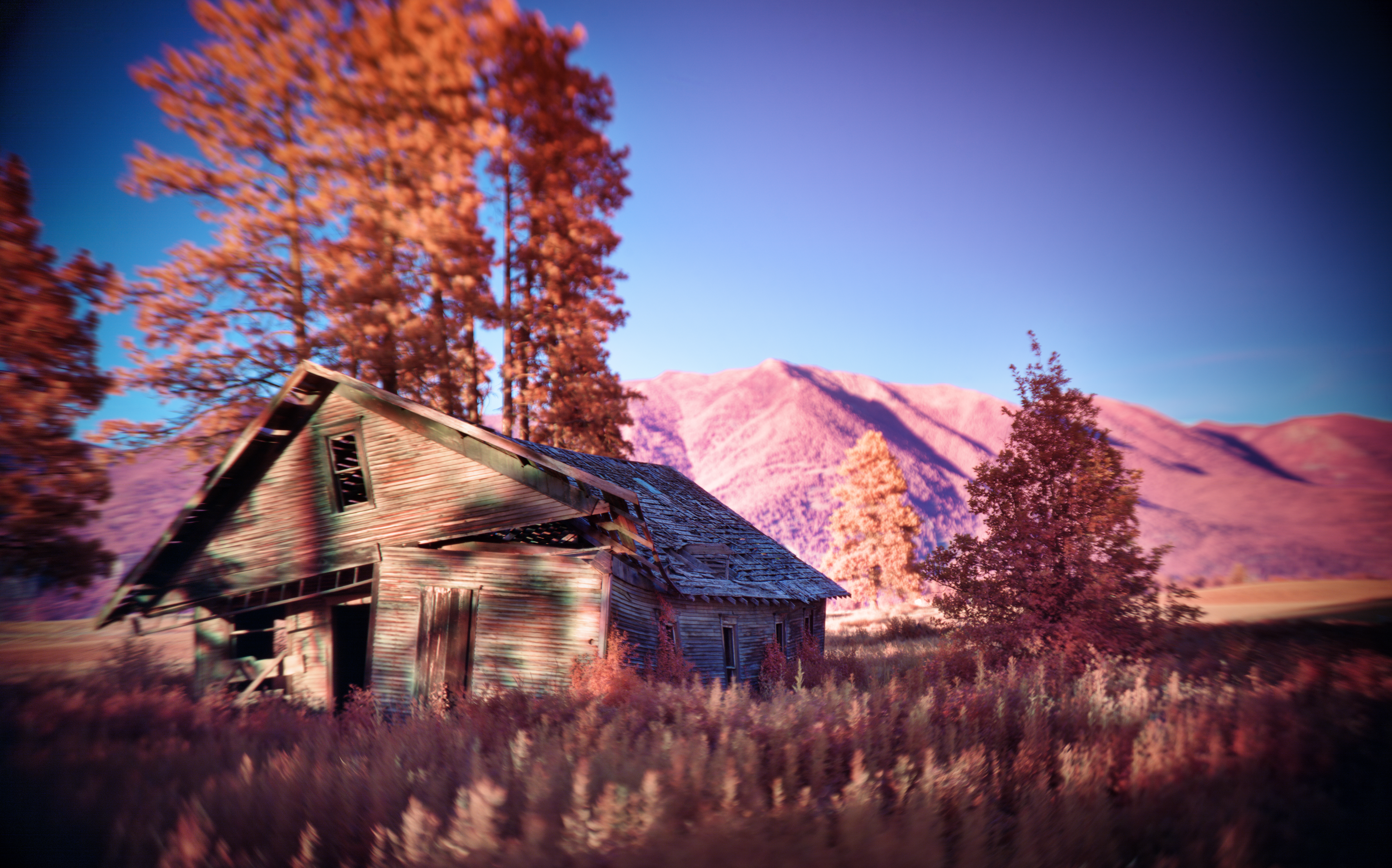
Foto de espectro completo de una cabaña antigua en Montana, Estados Unidos

La Fotografía de espectro completo hace parte de la formación de imágenes hiperespectrales, definida entre los entusiastas como capturar con cámaras fotográficas un amplio espectro o el espectro completo que logra capturar el sensor o la película en una cámara.
Las cámaras digitales modificadas para esta tarea pueden detectar un poco de la banda ultravioleta cercana, toda la banda visible, y una parte significativa de la banda infrarroja cercana, ya que la mayoría de los sensores de imagen son sensibles en el rango de los 350 a los 1000 nanómetros. Una cámara salida de fábrica contiene un espejo dieléctrico que bloquea algo de la banda ultravioleta y gran parte de la banda infrarroja que de otra forma serían detectados por el sensor, limitando la recepción de 400 a 700 nanómetros. Remover dicho filtro implica que cada fotodetector reciba mayor cantidad de luz y que el sensor en general sea ahora más sensible, aunque implicando cambios en los colores de todos los objetos, y en el balance de blancos de la cámara dependiendo de los tintes usados en los filtros Bayer por cada fabricante.

## Historia
La fotografía de espectro completo tiene sus raíces en la imagen de espectro, tanto multiespectrales como hiperespectrales, las cuales empezaron entre finales de la década de los 50 e inicios de la década de los 60 como medios de teledetección geológica y militar. La película pancromática ha estado disponible en varias formas desde la década de los 20, cuando se conservaba algo de sensibilidad ultravioleta e infrarroja en las emulsiones disponibles de forma comercial. Las primeras películas a color a veces incluían un ancho de banda de color mayor al de películas más recientes, y se pueden reconocer por tener un tono rojizo cuando se ponían en comparación.
A finales de los 90, fotógrafos entusiastas comenzaron a capturar luz infrarroja con cámaras digitales, haciendo uso de largas exposiciones o removiendo el espejo dieléctrico interno.
Alrededor del 2003, los fotógrafos forenses que usaban cámaras fabricadas para propósitos específicos empezaron a modificar cámaras digitales disponibles al público para así poder conseguir herramientas menos costosas

## Conceptos básicos

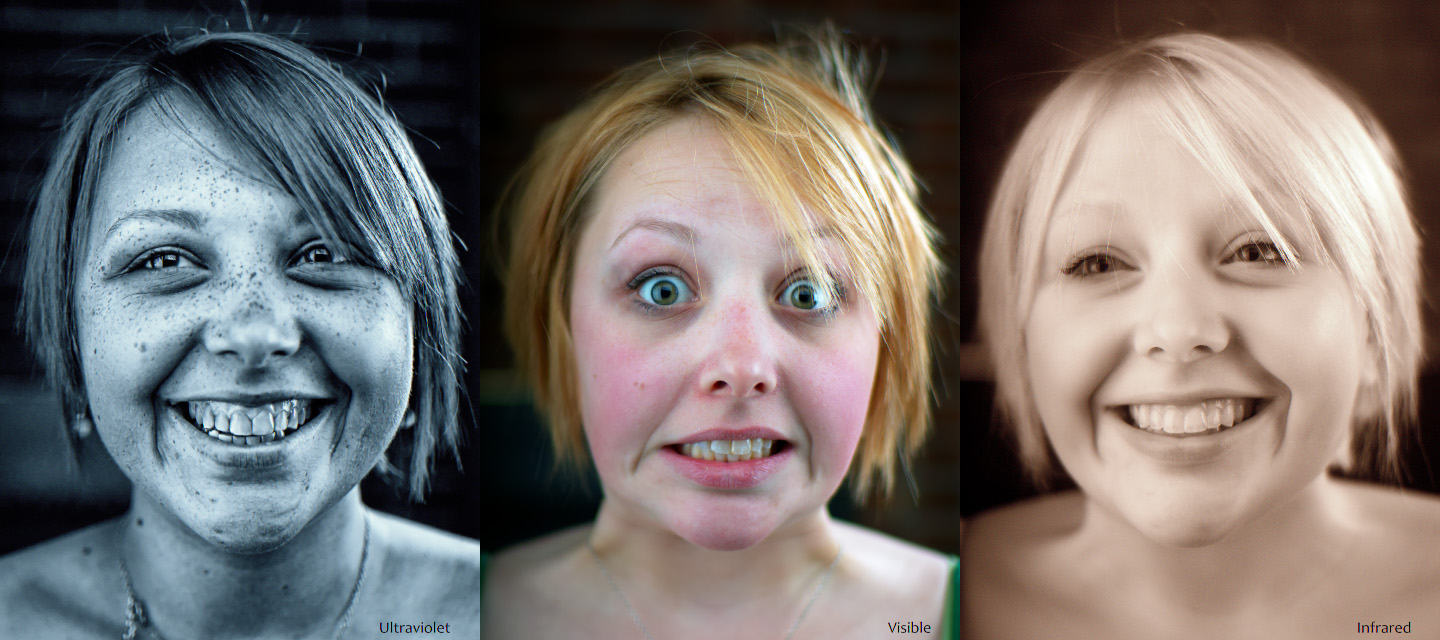
Comparación de imágenes tomadas bajo respuestas de espectro distintas (ultravioleta, visible e infrarrojo respectivamente)

Los sensores digitales y las películas fotográficas pueden ser hechos para capturar radiación ultravioleta (UV) e infrarroja (IR) no visible. En cada caso, generalmente requieren equipos especiales como cámaras digitales modificadas, filtros específicos, objetivos especiales, etcétera.
Por ejemplo, la mayoría de los objetivos fotográficos están hechos de vidrio, por lo que no dejan pasar la luz ultravioleta. En ese caso se deben usar lentes hechos de cuarzo, los cuales suelen ser bastante costosos. En la fotografía infrarroja se debe usar un filtro que bloquee tanto la luz visible como la luz UV, aunque se debe compensar el enfoque ya que la luz infrarroja se enfoca en un punto distinto a la luz visible.

## Aplicaciones

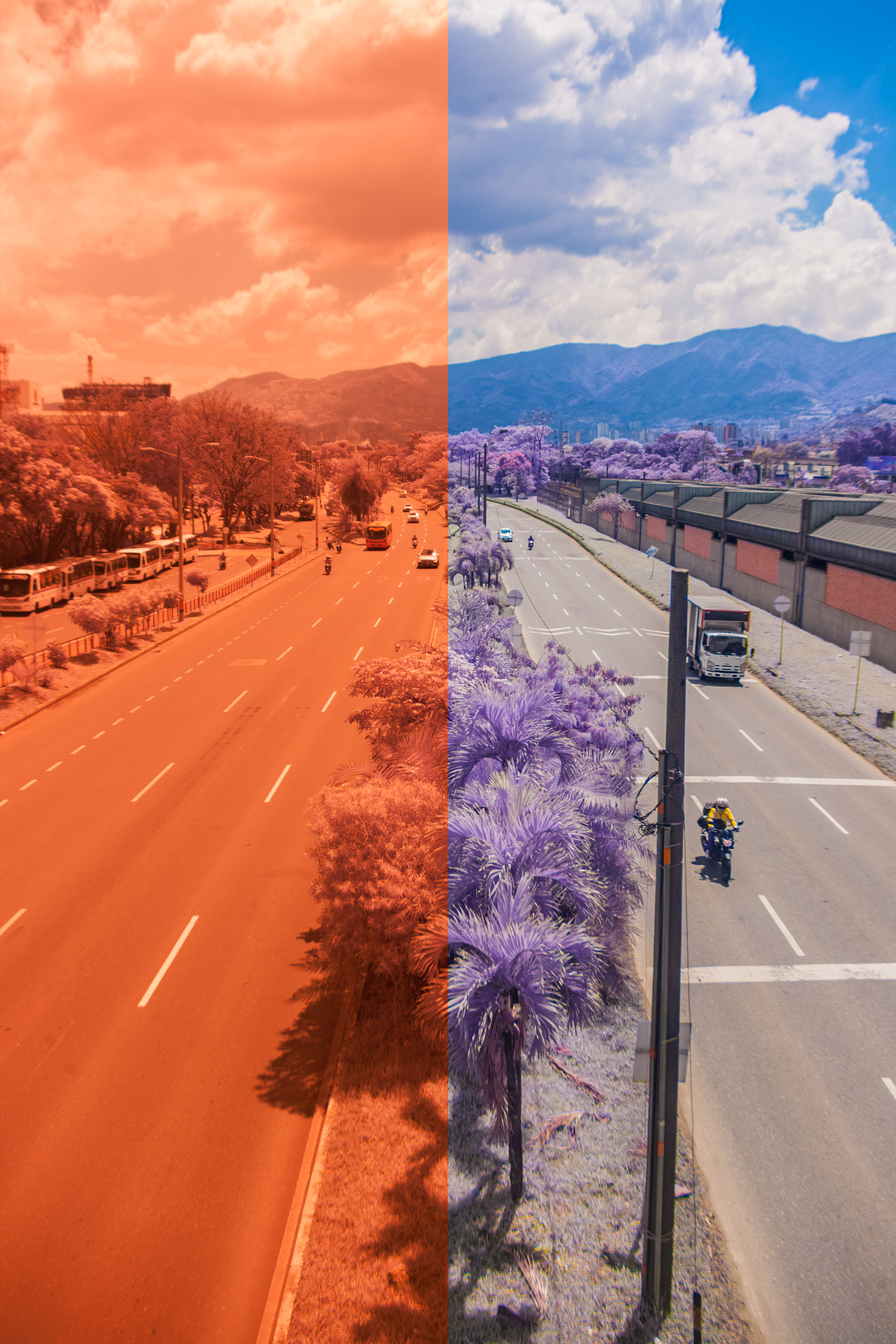
Una foto de espectro completo dividida a la mitad que muestra lo que la cámara captura, y el resultado luego de corregir el balance de blancos y saturar los colores.

### Arte
La fotografía de espectro completo se está usando para fotografía artística, y puede reproducir colores similares a la película de colores visibles, pero con el brillo y tonalidad de fotografías infrarrojas. La mayoría de las fotos de espectro completo que se encuentran son de paisajes, aunque algunas personas están empezando a usarla para fotografía con personas, en la cual parece que la persona interactúa con un paisaje surreal.

### Entusiastas de la ciencia
Las cámaras hiperespectrales y la mayoría de las cámaras multiespectrales son muy costosas y difíciles de operar, necesitando estar conectadas a un computador y también necesitando de un post procesado bastante laborioso. Las cámaras digitales con filtros adecuados permiten tener una sensibilidad extra aunque limitada para labores de geología, agricultura, astronomía y oceanografía. La mayoría de las cámaras disponibles en el mercado conservan los microfiltros rojos, verdes y azules del filtro Bayer, lo cual reduce su utilidad en la toma de imágenes para uso científico.

### Ciencias forenses
En la fotografía forense a menudo se usa cámaras de espectro completo para hacer énfasis en materiales no visibles que reflejan la luz de forma distinta en las bandas infrarroja o ultravioleta; estas aplicaciones incluyen tintas no visibles, suelo alterado, residuos de pólvora, fluidos corporales, etcétera. Análogo a las ciencias forenses, se está explorando el uso de este tipo de cámaras para su uso en registro fotográfico en descubrimientos arqueológicos.